# 엘리우 그레이시
엘리우 그레이시(포르투갈어: Hélio Gracie, IPA: [ˈɛliu ˈɡɾejsi], 1913년 10월 1일 - 2009년 1월 29일)는 브라질의 브라질 유술가로, 그레이시 유술의 창시자다. 브라질 유술 10단(빨간띠)이다. 힉송 그레이시, 호일레르 그레이시, 호이스 그레이시, 헤우송 그레이시 그리고 UFC의 공동창립자 호리온 그레이시의 아버지다.